# Lac d'Antarrouyes
Le lac d'Antarrouyes est un lac de la chaîne de montagnes des Pyrénées situé dans le département français des Hautes-Pyrénées de la région Occitanie.
Le lac a une superficie de 1,1 ha pour une altitude de 2 009 m et termine le ravin du lac Noir. Le lac surplombe la basse vallée de Cestrède.

## Géographie
Le lac se trouve sur le territoire de la commune de Luz-Saint-Sauveur,, dans le massif d'Ardiden (Pyrénées). Plus précisément, le lac est en bas du "ravin du Lac Noir" et surplombe la basse vallée de Cestrède.

### Topographie
| Ravin du Lac Noir                        | Pic de Litouèse (2 420 m) Lac de Litouèse | Soum de Caubarole (2 386 m) |
| Cabane de Cestrède Lac Noir (Ardiden)    | lac d'Antarrouyes                         | Ancien canal de Caubarole   |
| Lac de Cestrède Haute vallée de Cestrède | Cascade de Soutarra                       | Basse vallée de Cestrède    |

### Hydrographie
Le lac a pour émissaire le gave de Cestrède qui rejoint ensuite le gave de Gavarnie.

### Géologie
Le lac d'Antarrouyes est un lac glaciaire de montagne, dont la formation se passe en trois étapes majeures :
1. À l'Éocène vers −40 Ma se forme la chaîne des Pyrénées à la suite de la remontée vers le nord de la plaque africaine qui entraîne avec elle la plaque ibérique. Cette dernière glisse alors sous la plaque eurasiatique située plus au nord, ce qui entraîne le plissement, le relèvement et le charriage des couches géologiques de la croûte terrestre,.
2. À partir du Pliocène puis surtout du Pléistocène, de −5 Ma à −10 000 ans, un refroidissement général du climat entraîne la formation de glaciers et d'une érosion fluvioglaciaire (vallées, cirques, moraines, ombilics, etc) dans toute la chaîne des Pyrénées.
3. Depuis l'Holocène, à partir de −10 000 ans, un redoux climatique entraîne la disparition des glaciers et la formation dans leur sillage de nombreux lacs glaciaires qui sont de deux sortes, :
- le lac de verrou qui se forme dans un ombilic glaciaire formant un creux naturel et terminé par un verrou glaciaire rocheux.
- le lac de moraine qui se forme derrière une moraine agissant comme un barrage naturel.

## Histoire
Le lac alimentait l'ancien canal de Caubarole utilisé pour l'irrigation des prairies de Pragnères.

## Protection environnementale
Le lac fait partie d'une zone naturelle protégée, classée ZNIEFF de type 1 : Vallée de Cestrède et de type 2 : Haute vallée du gave de Pau : Vallées de Gèdre et Gavarnie.

## Randonnées
Le sentier suit le même que pour le lac de Cestrède au départ des granges de Bué. Quelques mètre avant d'arriver au lac de Cestrède, un sentier remonte sur la droite puis effectue un contournement par la droite et passe successivement à la cabane de Cestrède puis à un pluviomètre. Le chemin passe ensuite dans des blocs rocheux puis une barre rocheuse non sécurisée mais facilement praticable jusqu'au lac d'Antarrouyes.